# Mezinárodní taneční festival

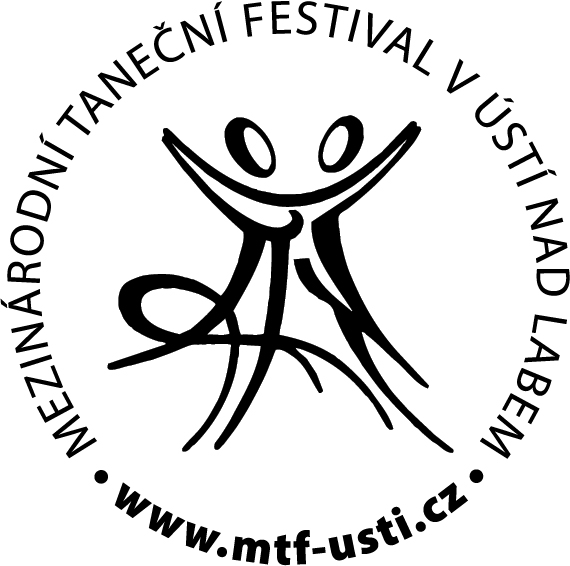
Logo www.mtf-usti.cz

Mezinárodní taneční festival se v Ústí nad Labem koná od roku 1969. V rámci festivalu se konají různé soutěže nejen v tanečním sportu. Pořadatelé se snaží skladbu soutěží obměňovat a zpestřují je různými exhibičními vystoupeními.
Tradičním pilířem domácích soutěží je stále soutěž Mistrovství České republiky formací LAT a STT a nově je zařazena do programu soutěž Mistrovství České republiky Showdance LAT a STT.
Pořadatelé se snaží nastartovat rytmus mezinárodních soutěži střídáním latiny, standardu a deseti tanců. Soutěže jsou vyhlašovány Světovou federací tanečního sportu WDSF], a to na úrovni Mistrovství Evropské unie, Mistrovství Evropy a Mistrovství světa.
Od roku 1990 byla vždy u konání festivalu k dispozici Česká televize.
Tancování se posunulo k tanečnímu sportu, neboť výkony tanečníků dosahují vrcholné fyzické úrovně, a proto bylo tancování zařazeno do sekce estetických sportů na sportovním kanále České televize (ČT4).
Tím tanečně nejvýznamnějším, co se v poslední době podařilo do Ústí nad Labem dostat, byla při příležitosti 40. ročníku (2009), exhibice Mistrů světa STT Paul Bosco – Silvia Pitton a Stefano di Filippo – Olga Urumová.
Festival navštěvuje řada významných osobností. Dvakrát akci navštívil generální sekretář WDSF Rudi Hubert. Nad ročníkem 2012 převzal záštitu předseda vlády ČR pan Petr Nečas.

## Historie
Základy tradice Mezinárodního tanečního festivalu byly položeny v roce 1969. Přes nástup normalizace a ne příliš velkou náklonnost tehdejšího socialistického režimu se hlavní zakladatelé – pánové Václav Kůrka a Rudolf Brzobohatý – rozhodli využít tehdy jediné možné cesty – uspořádat soutěž 7. listopadu k výročí VŘSR s tím, že vyzvali k soutěži páry tzv. socialistických zemí. Vznikla Soutěž socialistických zemí ve společenském tanci.
Úspěch prvního ročníku, který se konal v Odborovém domě kultury pracujících v Ústí nad Labem (dnes Dům kultury) připravil podmínky pro ročníky další. Problémem byla sportovní úroveň soutěžících párů. Určitou kvalitu měli tanečníci z Československa, ale jejich soupeři se s kvalitou potýkali. Výjimkami byl např. pár z Polska (manželé Jakubowski) a některé páry z NDR. Slabé páry přijížděli z Maďarska a Bulharska. Samostatnou kapitolou byly páry ze Sovětského svazu, pro které pořadatelé vymýšleli zvláštní soutěže, aby si „nějakou tu cenu“ odvezli.
Po několika letech (v roce 1972) se dá říci, že soutěž získala na popularitě. Zásluhou tzv. „Států“ se zvýšil zájem o soutěžní tanec, a to hlavně v Severočeském kraji.
Pořadatelé začali přemýšlet o rozšíření akce. Kapacita velkého sálu kulturního domu byla omezená a zájem z řad fanoušků tance, sympatizantů a politiků začínal být enormní.
V roce 1974 bylo spektrum soutěží rozšířeno o národní kolo předtančení (nyní Formace). V hlavní párové soutěži se soutěžilo pouze o druhé místo neboť jasným vítězem v těchto létech byl pan Dobromil Nováček s partnerkou. O další místa soutěžili zejména polští manželé Jakubowští, německý a české páry (mj. Dvořákovi). I národní kolo předtančení mělo několik let jasného vítěze. Legendární Taneční klub Jarky Calábkové vítězil doma a poměrně dobře se umisťoval i na evropských soutěžích. Další novinkou byla Národní soutěž tanečních novinek, kde začal slavit velké úspěchy pan Igor Henzély.
Soutěží se v roce 1975 poprvé zúčastnil taneční klub z domácího Ústí nad Labem. Jednalo se o taneční klub Ústečan zřizovaný Závodním klubem Setuza a vedený legendou ústeckého tance Antonínem Gebertem. V hlavní (párové) soutěži poprvé reprezentovali Českou republiku (byla stavěna reprezentace Československa a Česka) manželé Terčovi (oba z Ústí). Ústí se stalo centrem tance v republice.
V listopadu 1976 praskal kulturní dům ve švech. Taneční soutěž vysílala přímým přenosem Československá televize. Z programu byly vyřazeny taneční novinky, ale od tohoto ročníku zlstává nedílnou součástí akce mezinárodní soutěž párů a národní finále Česka v předtančení.
V roce 1977 se poprvé soutěž přestěhovala do sportovní haly TJ Chemička na Klíši (nyní Sportcentrum Sluneta) a vysílala se v televizi opět v přímém přenose. 
Další ročníky přes politický podtext způsobovaly velký rozvoj soutěžního tance v Severočeském kraji. Zásluhou televize získala akce obrovské množství příznivců v republice. Soutěžit anebo se jen dívat na „Ústí“ NĚCO znamenalo. Kolem roku 1980 byla akce přejmenována na Mezinárodní taneční festival.
Ve druhé polovině osmdesátých let začaly, přes velkou popularitu akce, splňující všechny tehdejší kvalitativní parametry, finanční problémy. Zvyšování finančních požadavků ze strany pořadatele (Krajské kulturní středisko v Ústí nad Labem) na svého zřizovatele, se pomalu stávalo neúnosným. Příčinou určitě byla i změna v obsazení ředitele Krajského kulturního střediska. Dlouhodobý ředitel Bedřich Guth, který svoji kariéru spojil s touto soutěží, a který různými cestami měl u funkcionářů zelenou, odstoupil a šel budovat svoji kariéru do Prahy. Nový ředitel neměl takové vyšlapané cesty a tak akci finančně dvakrát či třikrát finančně zvláštní dotací zachránilo městské kulturní zařízení.
Ročník pořádaný v listopadu 1989 byl zvláštní. V hale na Klíši rozdával ředitel Krajského kulturního střediska diplomy za rozvoj socialistické kultury v oblasti společenského tance a v Praze ten samý den příslušníci veřejné bezpečnosti bili studenty. Mnoho diváků na druhý soutěžní den již nepřišlo a napjatě sledovalo Hlas Ameriky a Svobodnou Evropu.
V novodobé historii se pokračovalo v zaběhnutém formátu mezinárodních soutěží a pilířem festivalu se stalo Mistrovství České republiky v soutěžích formací v latinskoamerických a standardních tancích.

## Výřez nejzajímavějších ročníků

### 16. – 17. 11. 1990
- Mezinárodní soutěž párů STT (15 párů)
- Mezinárodní soutěž formací LAT (11 formací)
- Mezinárodní soutěž juniorů ve STT a LAT (19 párů)
- Mistrovství ČR formace LAT a STT

### 14. – 25. 11. 1995
- Mistrovství ČR formace LAT a ST T (LAT 7 formací, STT 5 formací)
- Mezinárodní soutěž formací LAT (6 formací POL, AUT, HUN, GER, CZE)
- Mistrovství střední Evropy LAT (15 párů CZE, POL, GER, NED, AUT, HUN, RUS)
- Mezinárodní soutěž tanečních párů v STT (26 párů)

### 21. – 22. 11. 1997
- Evropský pohár v deseti tancích (18 párů EST, DEN, HUN, YU, UKR, AUT, SLO, POL, FRA, RUS, GER, ROM, LAT, ITA, FIN, LIT, BUL, CZE)
- Mistrovství ČR formace LAT a ST T (STT 6 formací, LAT 5)
- Mezinárodní soutěž tanečních párů LAT o cenu České spořitelny (31 párů)

### 2. – 3. 11. 2001
- Mistrovství Evropy formací ve STT (16 formací CZE, POL, NED, HUN, SVK, BEL, MCD, UA, RUS, GER)
- Mistrovství střední Evropy párů v STT (9 párů)
- Mistrovství ČR formace (LAT 3 formace, STT 4 formace)

### 2. 11. 2002
- Světový pohár v deseti tancích (17 párů LAT, SLO, NED, SVK, UA, JAP, FRA, LOT, FIN, DEN, CZE, POL, EST, HUN, GER, ITA, BLG)
- Mistrovství ČR formace LAT a STT